# Cophylinae
A Cophylinae a kétéltűek (Amphibia) osztályába, a békák (Anura) rendjébe és a szűkszájúbéka-félék (Microhylidae) családjába tartozó alcsalád.

## Elterjedése
Az alcsaládba tartozó fajok Madagaszkár endemikus fajai.

## Rendszerezésük
Az alcsaládba tartozó nemek:
- Anilany Scherz, Vences, Rakotoarison, Andreone, Köhler, Glaw, and Crottini, 2016
- Anodonthyla Müller, 1892
- Cophyla Boettger, 1880
- Madecassophryne Guibé, 1974
- Mini Scherz et al., 2019
- Plethodontohyla Boulenger, 1882
- Rhombophryne Boettger, 1880
- Stumpffia Boettger, 1881